# べっぷクリスマスHanabiファンタジア
べっぷクリスマスHanabiファンタジア（べっぷクリスマスはなびファンタジア）は、大分県別府市北的ヶ浜町の別府的ヶ浜公園・スパビーチで、毎年クリスマス直前の週末2日間に開催される花火を中心とするイベントである。

## 概要
クリスマスソングに合わせて、九州の花火師による創作花火等、2日合計で1万発の花火が打ち上げられる。土曜日は「家族で楽しむクリスマス」、日曜日は「恋人達のクリスマス」のテーマで開催され、土曜日には総勢1,000人の子供達がクリスマスソングを歌う「子供たちとクリスマスソングを歌う会」が開かれる。また、会場には郷土料理等の屋台マーケットや留学生によるアジアン屋台が出店する。
12月23日が祝日であった平成時代には当時の天皇誕生日とクリスマスイブの23日・24日に開催されていたが、令和元年からはクリスマス直前の週末に開催日が変更された。
このイベントは、1994年に社団法人別府青年会議所の発案で始まった。主催は、別府まつり振興会・冬の祭典実行委員会。共催は、別府市、別府商工会議所、一般社団法人別府市観光協会、別府市旅館ホテル組合連合会、公益社団法人別府青年会議所、別府商工会議所青年部、大分県旅行業旅館ホテル連盟協議会、べっぷ中心部共催商店街、大分合同新聞社。

## 交通
- JR九州日豊本線別府駅から徒歩15分
  - 2015年には大分駅 - 別府駅間で臨時列車が運行された[5]。
- シャトルバス - 2015年には別府駅及ぶ無料臨時駐車場と会場近くの北浜温泉（テルマス）を結ぶシャトルバスが運行された[6]。
  - 別府駅から（片道140円）
  - 無料臨時駐車場（別府公園）から（片道150円）
- 期間中、会場付近では交通規制が行われる[7]。